# 陣發性室上性心搏過速
陣發性室上性心搏過速（英語：是室上性心搏過速中的一種。一般患者不會出現症狀，若有則可能是心悸、頭重腳輕、盜汗、呼吸困难及胸痛，症狀出現得快，也消失得快。
病因尚屬未知，風險因子有酒精、咖啡因、尼古丁、心理壓力及遺傳得來的沃夫巴金森懷特症候群。此疾病的機制和副传导路径有關，會造成進入錯誤迴路（英語：re-entry）的心律不整。診斷會藉由心电图（英語：ECG）來進行，若有窄QRS波群且心律較快，在每分鐘150至240下之間，即可確診為陣發性室上性心搏過速。
常見的初步治療為採用迷走神經刺激術，例如持續閉氣用力（又稱伐氏操作），如果不見效且患者血壓正常，可能會採用腺苷；如果腺苷沒有幫助，可能會採用鈣離子通道阻滯劑或β受體阻滯劑；或者會改採心率調整來治療。預防之後發作的方法是心導管燒灼術。
在每千人中約有2.3人患有陣發性室上性心搏過速，通常發病於12~45歲，女性患者較男性患者為多。心臟健全者的治療成效往往也很好。在釐清心臟病症時，可能會藉由心臟超音波來做判斷。

## 參閱
- 心臟
- 心律不整

## 外部連結
- Cardiac Disorders – Open Directory Project （页面存档备份，存于）